# Brachirus macrolepis
Brachirus macrolepis es una especie de pez de la familia Soleidae en el orden de los Pleuronectiformes.

## Distribución geográfica
Se encuentran en las  costas del Océano Índico y al oeste del Pacífico.